# Michael Wilhelm Peetschius
Michael Wilhelm Peetschius, född 18 juli 1724 på Hohendorf i Pommern, död 2 oktober 1780 i Norrköping, var en svensk präst.

## Biografi
Peetschius föddes 18 juli 1724 på Hohendorf i Pommern. Han var son till kyrkoherden Franz Christian Peetschius. Han blev 1741 student vid Königsbergs universitet och 1745 vid Greifswalds universitet. Peetschius blev 1752 magister därstädes. 1764 blev han rektor vid Tyska skolan i Karlskrona och aftonsångspredikant i församlingen. Peetschius prästvigdes 1764 i Lunds domkyrka. Han blev 30 september 1765 kyrkoherde i Hedvigs församling, Norrköping. Peetschius avled 2 oktober 1780 i Norrköping.